# ФК Сервет
ФК Сервет (Servette Football Club, първата дума на френски, втората и третата на английски) е швейцарски футболен отбор от град Женева. Цветовете на отбора са виненочервено и бяло.

## История
Основан през 1890, ФК Сервет е бил водещият отбор във френскоговореща Швейцария, спечелил 17 Титли и 7 Купи на Швейцария.
Преди да обяви банкрут, Сервет е единственият отбор, който не е изпадал от първата лига от създаването им през 1890.

## Банкрут
На 4 февруари 2005 година компанията обявява банкрут. Клубът дължи много пари и не е плащал на играчите си от предходния ноември. Претърпява масово „изселване“ на футболисти, търсещи клубове, които могат да им плащат заплатите.
През 2006 година отпада във Втора Дивизия на Швейцария.
През сезон 2010/11 побеждава АК Белиндзона с общ резултат 3-2 и отново се връща в Швейцарската Суперлига.

## Стадион
Стадиноът е строен 3 години и е открит на 16 март 2003. Капацитетът му е около 30000.
ФК Сервет се мести от техния стар стадион на Стад дьо Женев през 2003. Старият им стадион – Кармилс е бил построен през юни 1930.

## Любопитно
Между 1998 и 2001 г. Мартин Петров играе за Сервет. Той преминава в отбора от ЦСКА София за 1,2 млн. германски марки. Записва 77 мача и отбелязва 27 гола.

## Успехи
Национални
- шампион на Швейцария
  -  Шампион (17): 1906/1907, 1917/1918, 1921/1922, 1924/1925, 1925/1926, 1929/1930, 1932/1933, 1933/1934, 1939/1940, 1945/1946, 1949/1950, 1960/1961, 1961/1962, 1978/1979, 1984/1985, 1993/1994, 1998/1999
  -  Сребърен медал (18): 1905/1906, 1909/1910, 1914/1915, 1918/1919, 1919/1920, 1934/1935, 1943/1944, 1965/1966, 1975/1976, 1976/1977, 1977/1978, 1981/1982, 1982/1983, 1983/1984, 1987/1988, 1997/1998, 2022/2023, 2024/25
  -  Бронзов медал (14): 1903/1904, 1910/1911, 1911/1912, 1920/1921, 1922/1923, 1923/1924, 1940/1941, 1941/1942, 1964/1965, 1973/1974, 1979/1980, 1992/1993, 2003/2004, 2020/2021

- Купа на Швейцария
  -  Носител (8): 1928, 1949, 1971, 1978, 1979, 1984, 2001, 2023/24
  -  Финалист (12): 1933/1934, 1935/1936, 1937/1938, 1940/1941, 1958/1959, 1964/1965, 1965/1966, 1975/1976, 1982/1983, 1985/1986, 1986/1987, 1995/1996
- Чалъндж лига (2 ниво)
  -  Шампион (1): 2018/2019

## Български футболисти
- Атанас Талев: 1950/51
- Мартин Петров: 1998/2001 - (77 мача - 27 гола)